# Microclima urbà

Com es produeix l'illa de calor en un entorn urbà

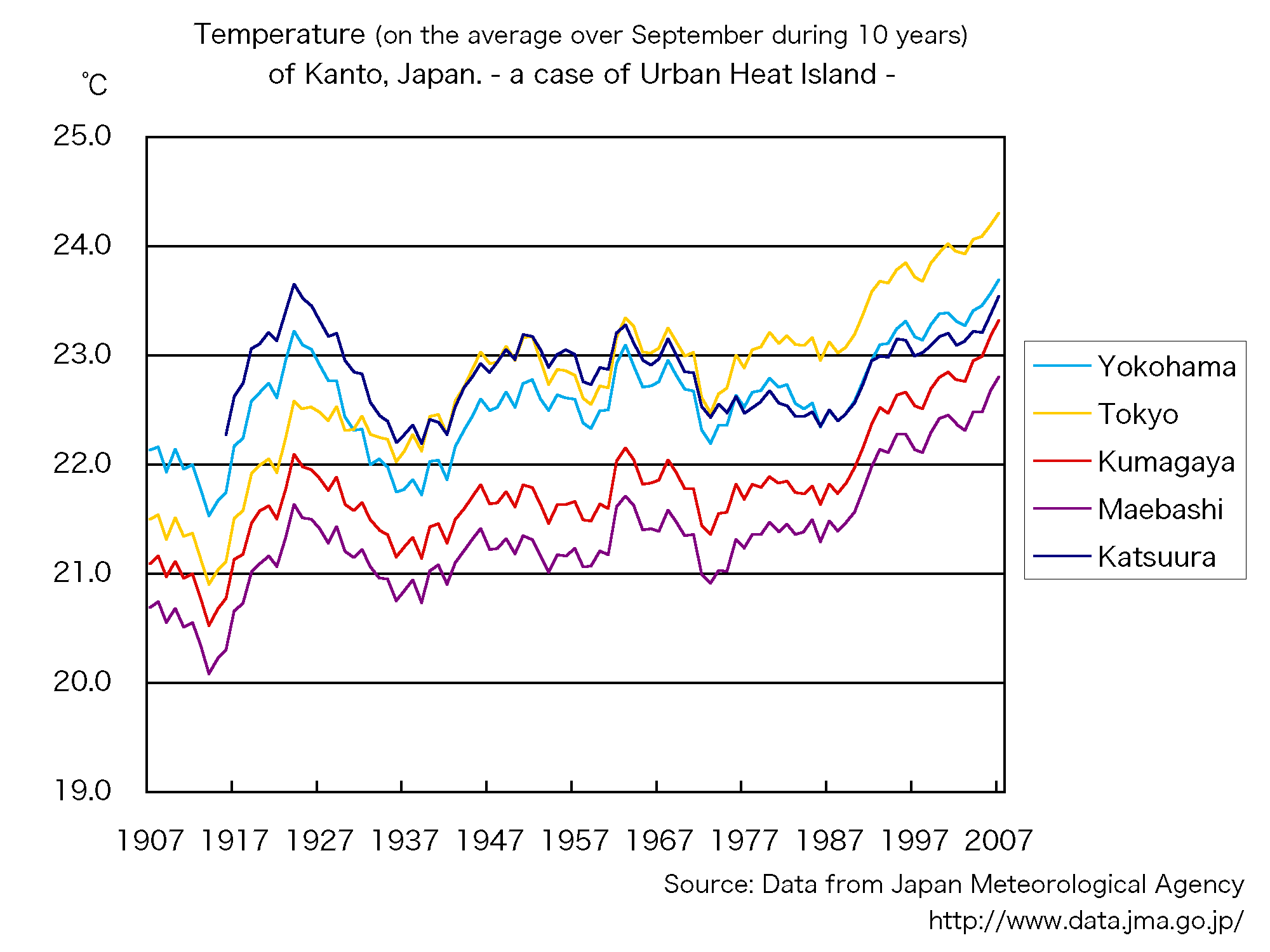
Tòquio, un cas d'illa de calor. La temperatura mitjana del centre de Tokyo s'incrementa respecte l'àrea que l'envolta.

El microclima urbà o illa de calor (el seu efecte principal) és un tipus de microclima que es dona sota qualsevol tipus de clima com a conseqüència directa de la urbanització d'un territori. La naturalesa de cada microclima urbà varia segons estiguin constituïdes les àrees urbanes, i depèn de la presència o no de grans superfícies d'espais oberts, rius, la distribució de les indústries i la densitat i altura dels edificis. En general les temperatures són més altes en les zones centrals i gradualment davallen cap als suburbis, la precipitació augmenta i el vent s'altera i disminueix.
En l'àrea urbana hi ha un canvi en el balanç energètic, que sovint comporta que les temperatures de la ciutat siguin més altes que les dels voltants no urbans. El balanç energètic també està afectat per la carència de vegetació en les àrees urbanes que inhibeix el refredament per evapotranspiració.

## Diferències (en zona de clima temperat) amb el clima rural dels voltants
- Disminució de la insolació: un 5 a 15% menys
- Augment de la temperatura mitjana anual: 0.5 a 1.0 °C més
- Augment de les temperatures mitjanes hivernals: 1 a 2 °C més
- Disminució del període amb glaçades: 2 a 3 setmanes menys
- Disminució de la humitat relativa a l'hivern: 2% menys
- Disminució de la humitat relativa a l'estiu: 8 a 10% menys
- Augment de la precipitació total: 5 a 10% més
- Augment del nombre de dies de pluja: 10% més
- Disminució de nombre de dies de neu: 14% menys
- Increment de la coberta de núvols 5 a 10% més
- Augment del dies de boira a l'hivern: 100% més
- Augment dels nuclis de condensació: 10 vegades més

## Illa de calor urbana

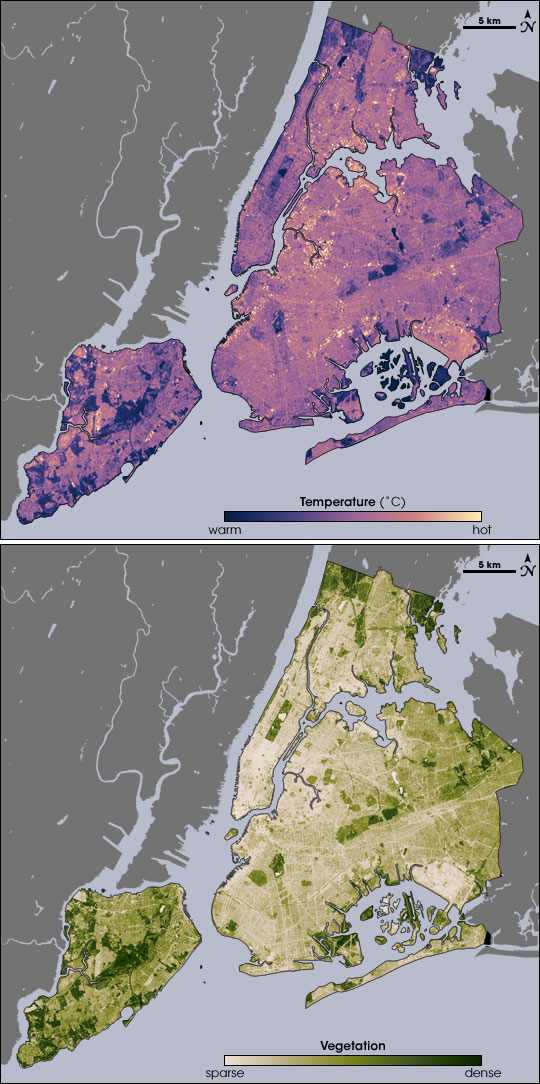
Dades infrarroges de satèl·lit: temperatura (a dalt) i vegetació (a baix) preses el 14 d'agost de 2002 mostren que on la vegetació és més abundant les temperatures són més fresques.

Hi ha marcades diferències en la temperatura de l'aire entre les àrees rurals i urbanes. La diferència de temperatura normalment és més gran a la nit que durant el dia i també més gran a l'hivern que a l'estiu i és més aparent quan el vent és feble. La pluviometria mensual s'incrementa.

## Factors que interaccionen per a la formació d'una illa de calor
- L'emissió (i reflexió) de calor des d'edificis industrials i domèstics
- La impermeabilització del sòl que favoreix absorció pel formigó, maons i asfalt de calor durant el dia, i la seva emissió a la baixa atmosfera a la nit.
- La reflexió de radiació solar pels vidres dels edificis i les finestres. Els centres d'oficines d'algunes àrees urbanes poden tenir uns albedos (proporció de llum reflectida) bastant més alts.
- L'emissió de contaminants higroscòpics des dels cotxes i les indústries pesants actuen com nuclis de condensació que originen núvols i núvols baixos de contaminació (smog) que poden atrapar la radiació.
- L'absència relativa d'aigua en les àrees urbanes significa que s'ha de fer servir menys energia per evapotranspiració i, per tant, n'hi ha més per escalfar la baixa atmosfera.
- L'absència de vents forts fa d'una banda que no es dispersi gaire calor i de l'altra que no vingui aire més fresc de les àrees rurals i suburbanes adjacents.
- En el cas de les temperatures diürnes varien menys respecte les zones no urbanes que les nocturnes."[3] Per exemple, Moreno-Garcia (Int. J. Climatology, 1994) va trobar que Barcelona era 0.2 °C més fresca per a les màximes diàries i 2.9 °C més càlida per les mínimes diàries que una estació meteorològica rural propera.

S'ha de tenir en compte la gran capacitat d'absorció de calor de les ciutats i que per exemple el ciment pot emmagatzemar 2.000 vegades més calor que un volum equivalent d'aire.
A la nit la situació és a la inversa. L'absència d'escalfament solar fa que davalli la convecció atmosfèrica i la capa de calor urbana comença a estabilitzar-se, si hi ha prou estabilització es forma una capa d'inversió de temperatura Això atrapa l'aire urbà prop de la superfície i permet que s'escalfi a través de les encara calentes superfícies urbanes formant l'illa de calor nocturna.

## Relació amb l'escalfament global
L'efecte de l'illa de calor és local i no ha portat a malinterpretar les dades d'augments globals de les temperatures, ja que aquest augment global es detecta tant en ciutats com en el món rural.